# FanDuel Sports Network Great Lakes
Bally Sports Great Lakes anciennement SportsTime Ohio est une chaîne de télévision sportive américaine spécialisée dans le sport. Basée à Cleveland (Ohio), elle fut créée en 2006 par les propriétaires de la franchise de baseball de la MLB des Cleveland Indians.
La station qui diffuse ses programmes 24 heures sur 24 par cable et par satellite (Dish Network et DirecTV), propose l'ensemble des matches des Cleveland Indians et des programmes concernant les coulisses de la franchise. Les programmes ne se limitent toutefois pas au baseball. Football américain (NCAA avec des matchs des Notre Dame Fighting Irish et NFL avec les Cleveland Browns), basket-ball (NCAA et NBA avec 70 matchs par saison des Cleveland Cavaliers) ou catch sont également notamment diffusés.